# Purbayan (Baki)
Purbayan is een bestuurslaag in het regentschap Sukoharjo van de provincie Midden-Java, Indonesië. Purbayan telt 8049 inwoners (volkstelling 2010).